# Lemnion gibbae
Lemnion gibbae (R.Tx. et A.Schwabe 1974 R.Tx. 1974) – syntakson w randze związku należący do klasy Lemnetea minoris. Wyłącznie wodne zbiorowiska roślinne budowane przez organizmy pleustonowe. 

## Charakterystyka
Związek grupuje najbardziej prymitywne oraz jednowarstwowe i skrajnie pleustonowe zgrupowania rzęs. Zbiorowiska są niestabilne, występują na powierzchni wód stojących i bardzo wolno płynących. W związku tym zgrupowane są zbiorowiska wód eutroficznych. Wody, w których występują zbiorowiska tego związku, mają odczyn przynajmniej okresowo zasadowy, o dużej buforowości w stosunku do zakwaszenia oraz o wysokim przewodnictwie elektrycznym. Na terenie Polski występują dwa zespoły roślinne należące do tego związku. Oba oparte są na dominacji jednego z dwu głównych gatunków rzęs. 
WystępowanieZbiorowiska należące do tego związku są pospolite w Polsce. Można je często spotkać w wodach stojących i wolno płynących. Zbiorowiska należące do tego związku często pojawiają się obok innych wodnych i nabrzeżnych zbiorowisk roślinnych, które należą do innych klas (np. Phragmitetea).
Charakterystyczna kombinacja gatunków
ChCl., ChO. : rzęsa drobna (Lemna minor), spirodela wielokorzeniowa (Spirodela polyrhiza), wolfia bezkorzeniowa (Wolffia arrhiza)
ChAll. : rzęsa garbata (Lemna gibba)
Podkategorie syntaksonomiczne
W obrębie syntaksonu wyróżniane są następujące zespoły występujące w Polsce:
- Lemnetum gibbae
- Spirodeletum polyrhizae